# Godów
Godów je vesnice a sídlo gminy Godów v okrese Wodzisław ve Slezském vojvodství v jižním Polsku. Vesnice na jihu sousedí s Českou republikou, hranici určuje řeka Olše. Vesnice sice v historii nepatřila do Těšínského knížectví, ale nyní je součástí Euroregionu Těšínského Slezska.

## Slavní rodáci
- Franciszek Pieczka (*18. ledna 1928), polský herec